# John Forrest (rugby à XV)
Pour les articles homonymes, voir John Forrest et Forrest.
Pas d'image ? Cliquez ici

a Compétitions nationales et continentales officielles uniquement.

b Matchs officiels uniquement.
John Forrest, né le 28 avril 1917 à Glasgow et mort le 14 septembre 1942, est un joueur de rugby à XV qui a évolué au poste d'ailier pour l'équipe d'Écosse en 1938.

## Biographie
John Forrest obtient sa première cape internationale à l'âge de 20 ans le 5 février 1938, à l'occasion d'un match contre l'équipe du pays de Galles. Il inscrit deux essais lors du match gagné contre l'équipe d'Irlande. L'équipe d'Écosse remporte la triple couronne en 1938. John Forrest connaît sa dernière cape internationale à l'âge de 20 ans le 19 mars 1938, à l'occasion d'un match contre l'équipe d'Angleterre.
Il meurt lors de la Seconde Guerre mondiale, le 14 septembre 1942, lors d'un accident d'avion alors qu'il est à l'entraînement lors de son service avec l'aviation de la Royal Naval Reserve.

## Statistiques en équipe nationale
- 3 sélections
- 8 points (2 essais)
- Sélections par année : 3 en 1938.
- Tournoi britannique de rugby à XV disputé : 1938.